# Strumigenys esrossi
Strumigenys esrossi är en myrart som beskrevs av Brown 1957. Strumigenys esrossi ingår i släktet Strumigenys och familjen myror. Inga underarter finns listade i Catalogue of Life.

## Bildgalleri

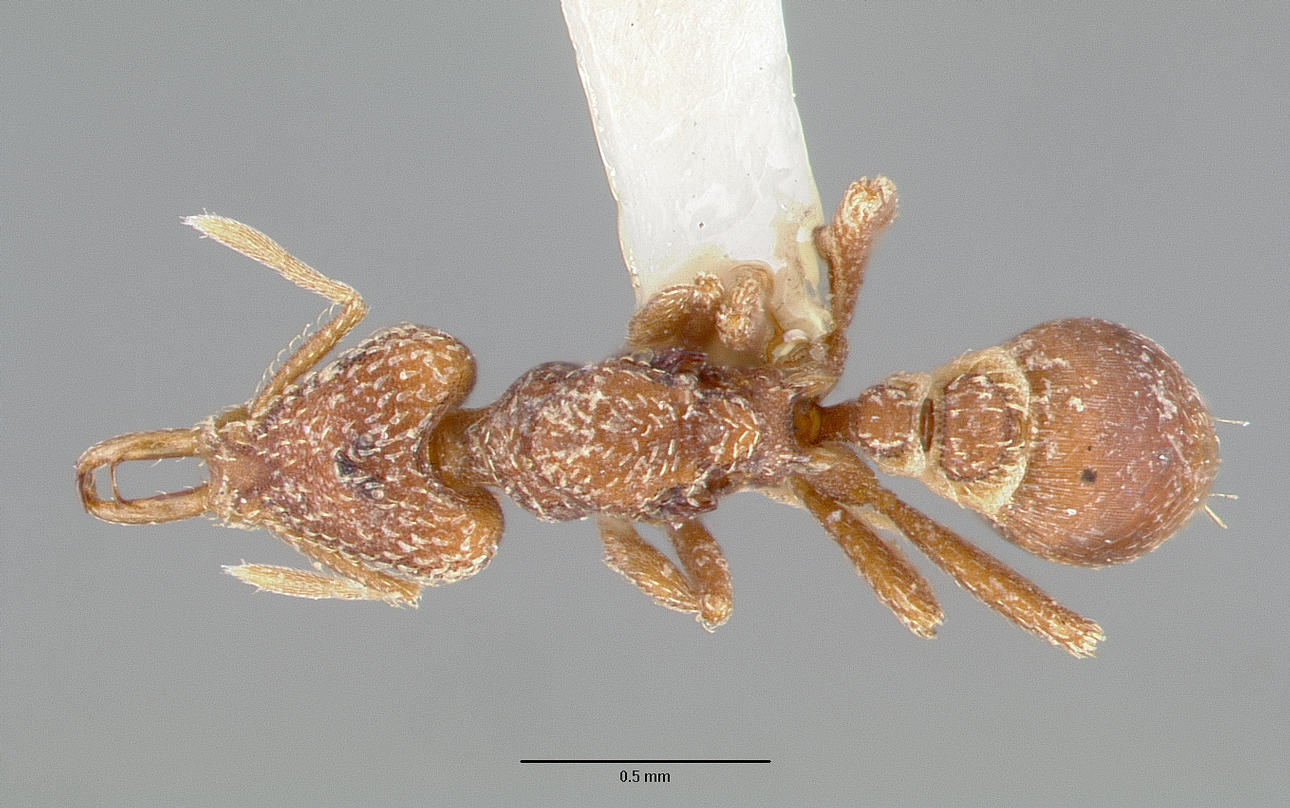
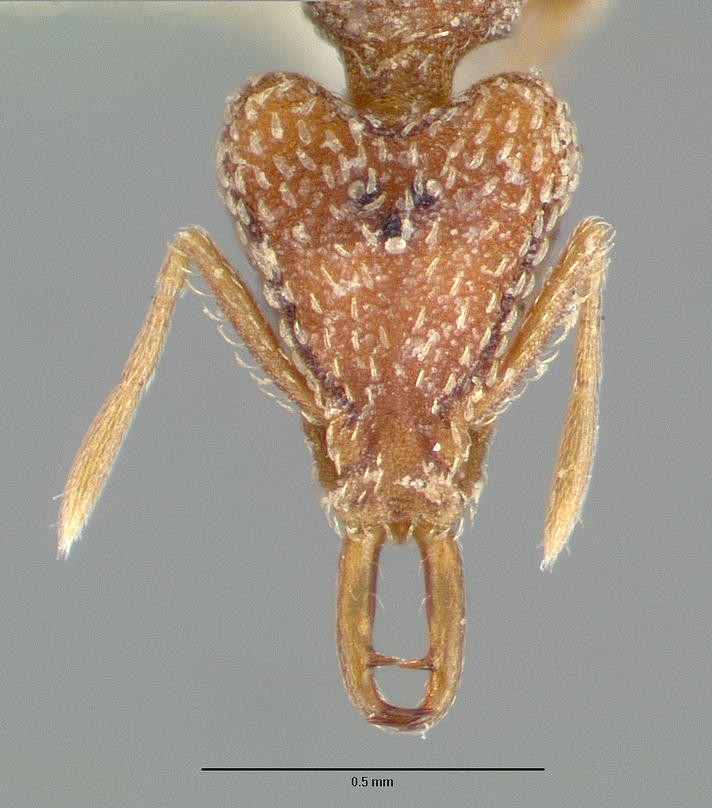
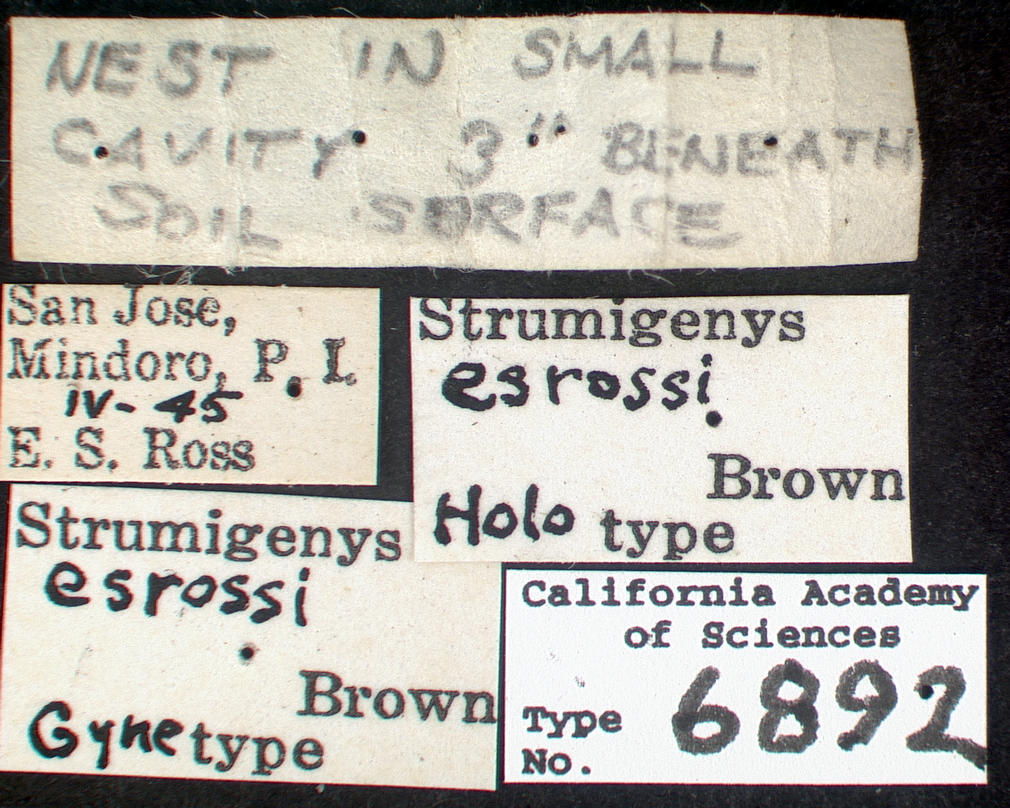
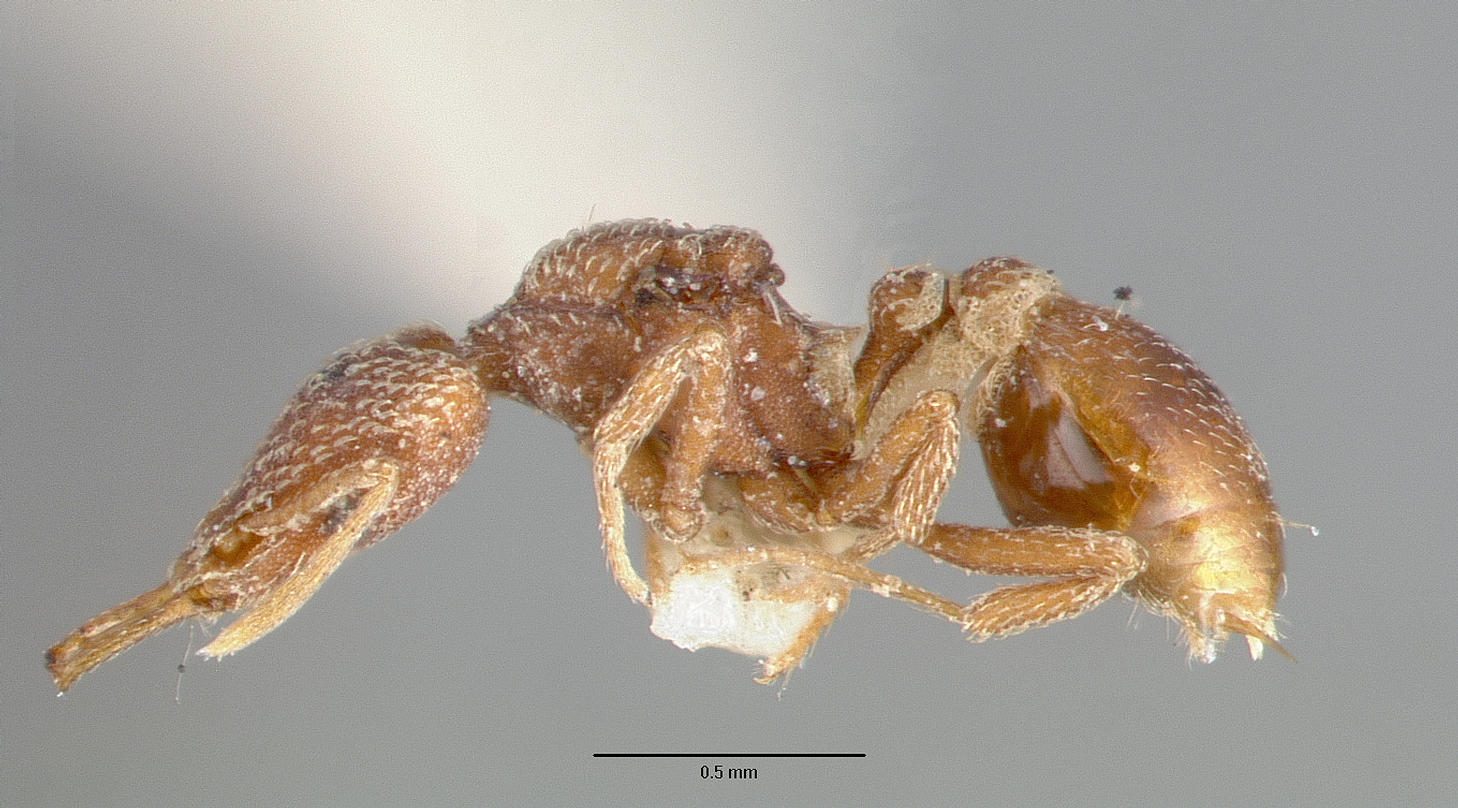
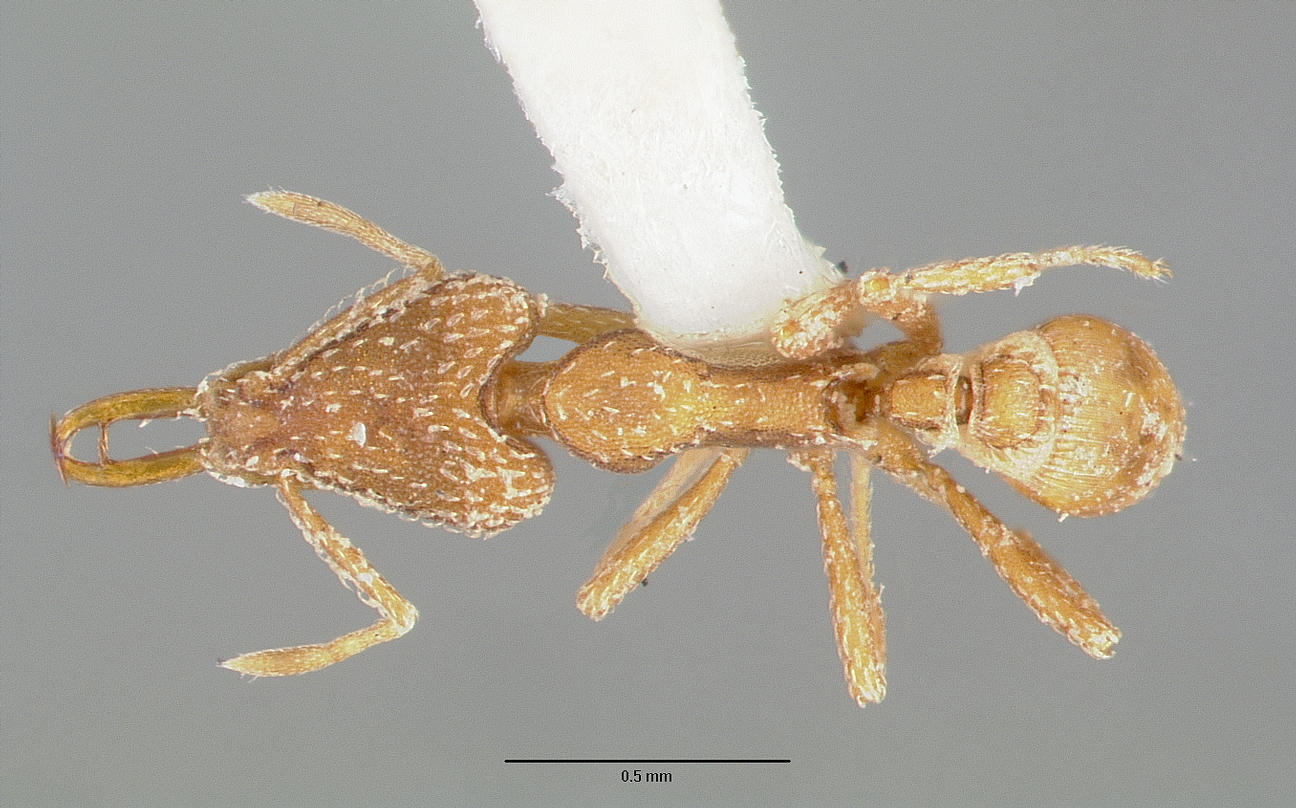
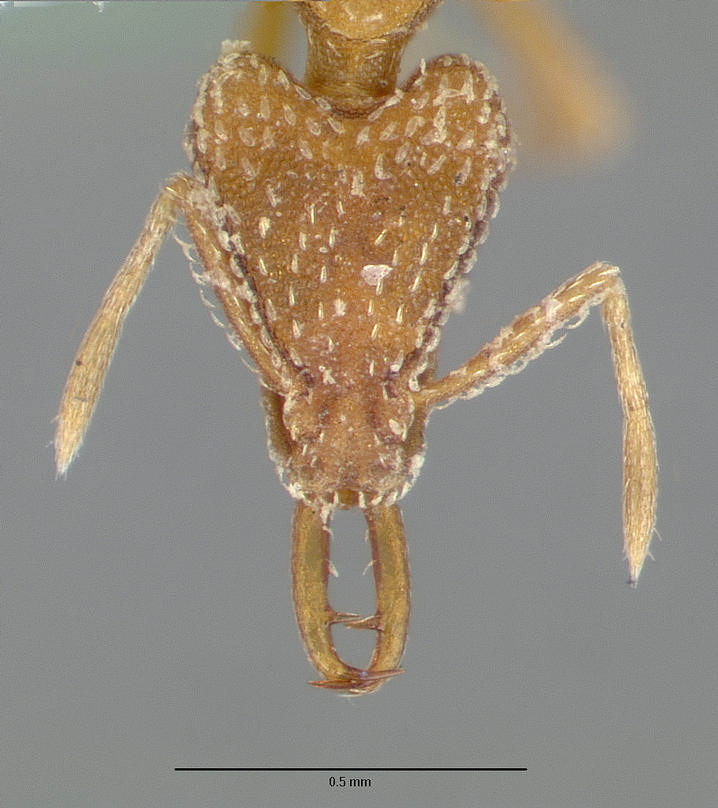